# Fynn Ranke
Fynn Ranke (* 5. Januar 1993 in Kiel) ist ein deutscher Handballspieler.

## Karriere
Fynn Ranke begann in seiner Jugend beim SC Fortuna Wellsee mit dem Handball. Später spielte er beim TSV Kronshagen und beim THW Kiel. 2012 wechselte der 2,01 Meter große Kreisläufer zum Drittligisten TSV Altenholz, mit dem er 2013 in die 2. Handball-Bundesliga aufstieg. Er lief aufgrund eines Zweitspielrechts auch weiterhin für die Zebras auf. In der Saison 2012/13 spielte er für die zweite Mannschaft der Kieler in der Handball-Oberliga Hamburg - Schleswig-Holstein, und in der Saison 2013/14 gehört er zum Bundesligakader des THW, mit dem er 2014 die deutsche Meisterschaft gewann. In der EHF Champions League kam er am 20. November 2013 im Heimspiel gegen Dunkerque HB Grand Littoral zu seinem ersten Einsatz, und debütierte am 27. November 2013 in der Handball-Bundesliga gegen den TuS N-Lübbecke. Nachdem der TSV Altenholz am Ende der Saison 2013/14 aus der zweiten Liga abstieg und deshalb in der Spielzeit 2014/15 ebenso wie die zweite Mannschaft der Kieler in der 3. Liga aufläuft, beendete der THW die Kooperation mit dem TSV. Als Folge entschloss sich Ranke, Altenholz zu verlassen und nur noch beim THW zu spielen. Ab der Saison 2015/16 stand er beim VfL Bad Schwartau (seit 2017 VfL Lübeck-Schwartau) unter Vertrag. Nach der Saison 2021/22 schloss er sich dem SH-Ligisten MTV Lübeck an. Mit dem MTV Lübeck stieg er 2023 in die Oberliga auf, die ein Jahr später in Regionalliga umbenannt wurde. Ab der Saison 2025/26 wird er gemeinsam mit Jan Schult und Markus Hansen als Spielertrainer beim MTV Lübeck tätig sein.

## Bundesligabilanz
| Saison    | Verein   | Spielklasse | Spiele | Tore | 7-Meter | Feldtore |
| --------- | -------- | ----------- | ------ | ---- | ------- | -------- |
| 2013/14   | THW Kiel | Bundesliga  | 3      | 1    | 0       | 1        |
| 2013–2014 | gesamt   | Bundesliga  | 3      | 1    | 0       | 1        |